# BGL Luxembourg Open 2018 - Qualificazioni singolare
Le qualificazioni del singolare femminile del BGL Luxembourg Open 2018 sono state un torneo di tennis preliminare per accedere alla fase finale della manifestazione. Le vincitrici dell'ultimo turno sono entrate di diritto nel tabellone principale. In caso di ritiro di una o più giocatrici aventi diritto a queste sono subentrati le lucky loser, ossia le giocatrici che hanno perso nell'ultimo turno ma che avevano una classifica più alta rispetto alle altre partecipanti che avevano comunque perso nel turno finale.

## Teste di serie
1. Belinda Bencic (qualificata)
2. Heather Watson (primo turno)
3. Olga Danilović (primo turno)
4. Kristýna Plíšková (qualificata)

1. Eugenie Bouchard (qualificata)
2. Arantxa Rus (qualificata)
3. Tamara Korpatsch (primo turno)
4. Tereza Smitková (ultimo turno)

## Qualificate
1. Belinda Bencic
2. Arantxa Rus

1. Eugenie Bouchard
2. Kristýna Plíšková

### Lucky loser
1. Varvara Lepchenko

## Tabellone

### Legenda
| - Q = Qualificato - WC = Wild card - LL = Lucky loser | - ALT = Alternate - SE = Special Exempt - PR = Protected Ranking | - w/o = Walkover - r = Ritirato - d = Squalificato |

### Sezione 1
|  | Primo turno | Primo turno         | Primo turno       | Primo turno | Primo turno |  |  | Secondo turno | Secondo turno       | Secondo turno | Secondo turno     | Secondo turno     |   |   | Ultimo turno | Ultimo turno   | Ultimo turno   | Ultimo turno | Ultimo turno |  |
|  |             |                     |                   |             |             |  |  |               |                     |               |                   |                   |   |   |              |                |                |              |              |  |
|  | 1           | Belinda Bencic      | Belinda Bencic    | 6           | 6           |  |  |               |                     |               |                   |                   |   |   |              |                |                |              |              |  |
|  | WC          | Leonie Küng         | Leonie Küng       | 2           | 2           |  |  | 1             | Belinda Bencic      | 6             | 2                 | 6                 |   |   |              |                |                |              |              |  |
|  |             | Elena-Gabriela Ruse | 3                 | 6           | 7           |  |  |               | Elena-Gabriela Ruse | 1             | 6                 | 1                 |   |   |              |                |                |              |              |  |
|  |             | Martina Trevisan    | 6                 | 3           | 610         |  |  |               |                     |               |                   |                   |   |   | 1            | Belinda Bencic | Belinda Bencic | 6            | 7            |  |
|  |             | Varvara Lepchenko   | Varvara Lepchenko | 6           | 6           |  |  |               |                     |               | Varvara Lepchenko | Varvara Lepchenko | 3 | 5 |              |                |                |              |              |  |
|  |             | Patty Schnyder      | Patty Schnyder    | 4           | 2           |  |  |               | Varvara Lepchenko   | 3             | 6                 | 6                 |   |   |              |                |                |              |              |  |
|  |             | Isabella Šinikova   | 6                 | 65          | 7           |  |  |               | Isabella Šinikova   | 6             | 4                 | 3                 |   |   |              |                |                |              |              |  |
|  | 7           | Tamara Korpatsch    | 3                 | 7           | 5           |  |  |               |                     |               |                   |                   |   |   |              |                |                |              |              |  |

### Sezione 2
|  | Primo turno | Primo turno      | Primo turno     | Primo turno | Primo turno |  |  | Secondo turno | Secondo turno    | Secondo turno    | Secondo turno    | Secondo turno |   |   | Ultimo turno | Ultimo turno | Ultimo turno | Ultimo turno | Ultimo turno |  |
|  |             |                  |                 |             |             |  |  |               |                  |                  |                  |               |   |   |              |              |              |              |              |  |
|  | 2           | Heather Watson   | 2               | 6           | 4           |  |  |               |                  |                  |                  |               |   |   |              |              |              |              |              |  |
|  |             | Karolína Muchová | 6               | 2           | 6           |  |  |               | Karolína Muchová | Karolína Muchová | Karolína Muchová |               |   |   |              |              |              |              |              |  |
|  |             | Lena Rüffer      | 4               | 6           | 3           |  |  |               | Jana Fett        | Jana Fett        | Jana Fett        | w/o           |   |   |              |              |              |              |              |  |
|  |             | Jana Fett        | 6               | 2           | 6           |  |  |               |                  |                  |                  |               |   |   |              | Jana Fett    | 6            | 5            | 1            |  |
|  | WC          | Indy de Vroome   | Indy de Vroome  | 3           | 2           |  |  |               |                  | 6                | Arantxa Rus      | 3             | 7 | 6 |              |              |              |              |              |  |
|  |             | Elitsa Kostova   | Elitsa Kostova  | 6           | 6           |  |  |               | Elitsa Kostova   | Elitsa Kostova   | 2                | 3             |   |   |              |              |              |              |              |  |
|  |             | Katarzyna Piter  | Katarzyna Piter | 1           | 3           |  |  | 6             | Arantxa Rus      | Arantxa Rus      | 6                | 6             |   |   |              |              |              |              |              |  |
|  | 6           | Arantxa Rus      | Arantxa Rus     | 6           | 6           |  |  |               |                  |                  |                  |               |   |   |              |              |              |              |              |  |

### Sezione 3
|  | Primo turno | Primo turno      | Primo turno     | Primo turno | Primo turno |  |  | Secondo turno | Secondo turno    | Secondo turno    | Secondo turno    | Secondo turno    |   |   | Ultimo turno | Ultimo turno    | Ultimo turno    | Ultimo turno | Ultimo turno |  |
|  |             |                  |                 |             |             |  |  |               |                  |                  |                  |                  |   |   |              |                 |                 |              |              |  |
|  | 3           | Olga Danilović   | Olga Danilović  | 4           | 3           |  |  |               |                  |                  |                  |                  |   |   |              |                 |                 |              |              |  |
|  |             | Jessika Ponchet  | Jessika Ponchet | 6           | 6           |  |  |               | Jessika Ponchet  | Jessika Ponchet  | 6                | 6                |   |   |              |                 |                 |              |              |  |
|  |             | Richèl Hogenkamp | 2               | 6           | 7           |  |  |               | Richèl Hogenkamp | Richèl Hogenkamp | 3                | 4                |   |   |              |                 |                 |              |              |  |
|  |             | Tena Lukas       | 6               | 4           | 5           |  |  |               |                  |                  |                  |                  |   |   |              | Jessika Ponchet | Jessika Ponchet | 2            | 5            |  |
|  |             | Gréta Arn        | Gréta Arn       | 6           | 3           |  |  |               |                  | 5                | Eugenie Bouchard | Eugenie Bouchard | 6 | 7 |              |                 |                 |              |              |  |
|  |             | Jil Teichmann    | Jil Teichmann   | 7           | 6           |  |  |               | Jil Teichmann    | Jil Teichmann    | 3                | 1                |   |   |              |                 |                 |              |              |  |
|  |             | Raluca Șerban    | 1               | 6           | 1           |  |  | 5             | Eugenie Bouchard | Eugenie Bouchard | 6                | 6                |   |   |              |                 |                 |              |              |  |
|  | 5           | Eugenie Bouchard | 6               | 2           | 6           |  |  |               |                  |                  |                  |                  |   |   |              |                 |                 |              |              |  |

### Sezione 4
|  | Primo turno | Primo turno       | Primo turno       | Primo turno | Primo turno |  |  | Secondo turno | Secondo turno     | Secondo turno     | Secondo turno   | Secondo turno   |   |   | Ultimo turno | Ultimo turno      | Ultimo turno      | Ultimo turno | Ultimo turno |  |
|  |             |                   |                   |             |             |  |  |               |                   |                   |                 |                 |   |   |              |                   |                   |              |              |  |
|  | 4/WC        | Kristýna Plíšková | Kristýna Plíšková | 6           | 6           |  |  |               |                   |                   |                 |                 |   |   |              |                   |                   |              |              |  |
|  |             | Mayo Hibi         | Mayo Hibi         | 4           | 1           |  |  | 4/WC          | Kristýna Plíšková | Kristýna Plíšková | 6               | 6               |   |   |              |                   |                   |              |              |  |
|  |             | Katharina Gerlach | 7                 | 3           | 1           |  |  | WC            | Greet Minnen      | Greet Minnen      | 2               | 4               |   |   |              |                   |                   |              |              |  |
|  | WC          | Greet Minnen      | 5                 | 6           | 6           |  |  |               |                   |                   |                 |                 |   |   | 4/WC         | Kristýna Plíšková | Kristýna Plíšková | 6            | 6            |  |
|  |             | Antonia Lottner   | 6                 | 4           | 4           |  |  |               |                   | 8                 | Tereza Smitková | Tereza Smitková | 2 | 2 |              |                   |                   |              |              |  |
|  | PR          | Rebecca Šramková  | 2                 | 6           | 6           |  |  | PR            | Rebecca Šramková  | 6                 | 3               | 2               |   |   |              |                   |                   |              |              |  |
|  |             | Jamie Loeb        | 7                 | 4           | 4           |  |  | 8             | Tereza Smitková   | 4                 | 6               | 6               |   |   |              |                   |                   |              |              |  |
|  | 8           | Tereza Smitková   | 6(1)              | 6           | 6           |  |  |               |                   |                   |                 |                 |   |   |              |                   |                   |              |              |  |